# St. Charles Theatre
St. Charles Theatre var en teater i New Orleans i Louisiana i USA, verksam mellan 1835 och 1967. Det var länge den ledande engelskspråkiga teatern i New Orleans. Teatern uppfördes tre gånger; 1835, 1843 och 1899. 
Den grundades av teaterdirektören James H. Caldwell år 1835 för att ersätta Camp Street Theatre, som dittills hade varit stadens engelskspråkiga teater. St. Charles Theatre var ritad av A. Mondelli, hade 4 100 platser och en gasdriven ljuskrona. Den ansågs då den invigdes vara den finaste teaterbyggnaden i USA. Teatern brann ned 1842, och återuppbyggdes 1843 av Caldwells konkurrenter Noah Ludlow och Sol Smith, som tidigare hade besökt staden med ett kringresande sällskap. En tredje St. Charles Theatre drevs till 1967. 